# حسین فرهودی
سید حسین فرهودی (زاده ۱۲۸۵ خورشیدی در تهران) مورخ، مترجم، روزنامه‌نگار، نویسنده و سیاستمدار ایرانی بود.
حسین فرهودی در مدرسه علوم سیاسى تهران درس خواند و در این مدرسه با ایرج اسکندری (دبیراول آینده حزب توده) همکلاسی بود. پس از فارغ‌التحصیلی وارد خدمت وزارت معارف شد. به سفارش «کمیسیون معارف» که زیر نظر حکیم‌الملک کتابهای درسی مدارس را تهیه می‌کرد، از سال ۱۳۰۷ دو کتاب درسی برای مدارس متوسطه نوشت که تا سال ۱۳۱۹ تدریس می‌شد.
فرهودی در سال ۱۳۱۴ به ریاست معارف مازندران رسید. پس از آن در تهران مشاغلی چون ریاست دبیرستان، كفالت اداره‏ اوقاف، ریاست دفتر وزارتى، ریاست اداره تعلیمات سالمندان، ریاست تعلیمات عمومى و ریاست دانشكده‏ كشاورزى داشت. او همزمان با کار اداری، در مطبوعات نیز قلم می‌زد.
فرهودی در آذر ۱۳۲۲ در انتخابات دوره چهاردهم مجلس شورای ملی از حوزه انتخابیه دشت میشان (شامل اهواز) و سوسنگرد با کسب ۶۷۲۵ رأی از ۷۵۰۴ رأی  که به صندوق‌ها ریخته شد به مجلس راه یافت. 
فرهودی در دوره بعد (پانزدهم) نتوانست به مجلس راه یابد. مدتی مشاور وزیر فرهنگ بود تا اینكه در سال ۱۳۲۶ که حکیم‌الملک نخست‏‌وزیر شد او را معاون پارلمانی و اداری خود کرد. در دوره شانزدهم دوباره به مجلس و این بار به نمایندگی از دزفول راه یافت و از هواداران دکتر مصدق شد. 
هنگامی که دکتر مصدق نخست‌وزیر شد فرهودی را به عنوان رایزن اقتصادى به ایتالیا فرستاد. فرهودى از ایتالیا مقالاتى در پشتیبانی از دكتر مصدق در مطبوعات خارج و داخل کشور انتشار مى‌‏داد. در اواخر حكومت دکتر مصدق با كسب مرخصى به تهران برگشت و روزنامه‌‏هاى باختر امروز و اطلاعات را اداره مى‏‌كرد و مقالات تندی علیه شاه می‌نوشت. پس از ۲۸ مرداد از کار خود برکنار شد و مدتی در انزوا زیست تا اینکه به معاونت پارلمانى وزارت كشور منصوب شد. 
حسین فرهودی سپس با كمك حزب ایران نوین به عضویت انجمن شهر تهران برگزیده و به ریاست انجمن انتخاب شد. او در زمانى كه در اروپا اقامت داشت، از دانشگاه سورین دكتراى اقتصاد دریافت كرد و سال‌ها در دانشسرای عالی، جغرافیاى اقتصادى تدریس مى‏‌كرد. 
فرهودى داماد وحیدالملك شیبانى وزیر پست و تلگراف و نماینده مجلس در دوران احمد شاه قاجار بود.

## آثار
- تاریخ عمومى ایران (سه جلد)
- ترجمه‏ تاریخ قرن نوزدهم (دو جلد) نوشته آلبر ماله
- ترجمه‏ راه‏هاى پیشرفت اقتصادى نوشته نورمن بوکانان و هوارد الیس
- ترجمه فروغ زندگى، پرورش افكار سالمندان و دانش‌‏آموزان